# Mymsa
Mymsa is een historisch merk van motorfietsen.
Mymsa stond voor: Motores Y Motos S.A, Barcelona.
Kleine Spaanse producent van 49- tot 175 cc tweetakten. In 1956 bouwde men ook een 125 cc wegracemodel. De productie van motorfietsen liep van 1952 tot 1962.

## Galerij

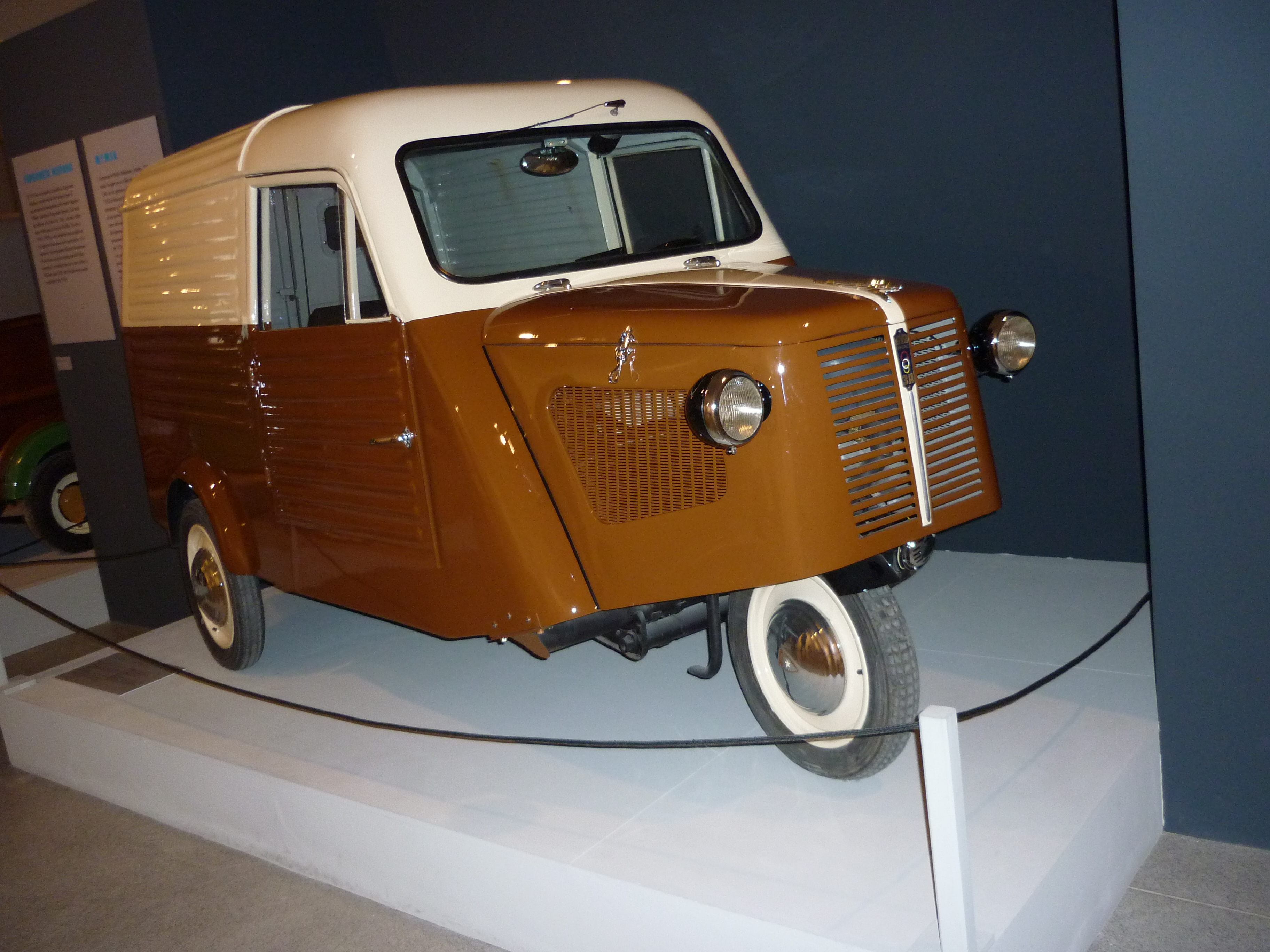
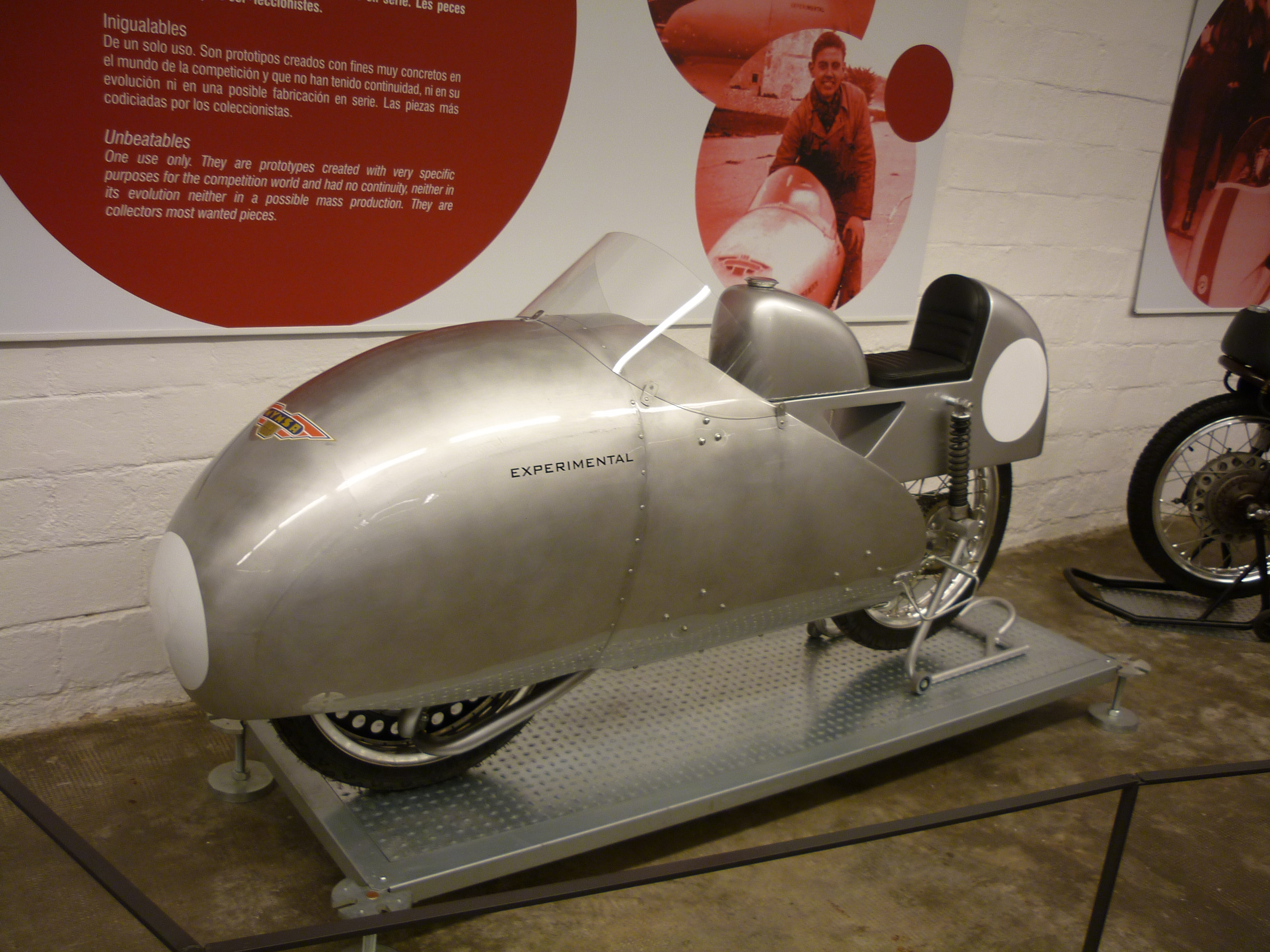
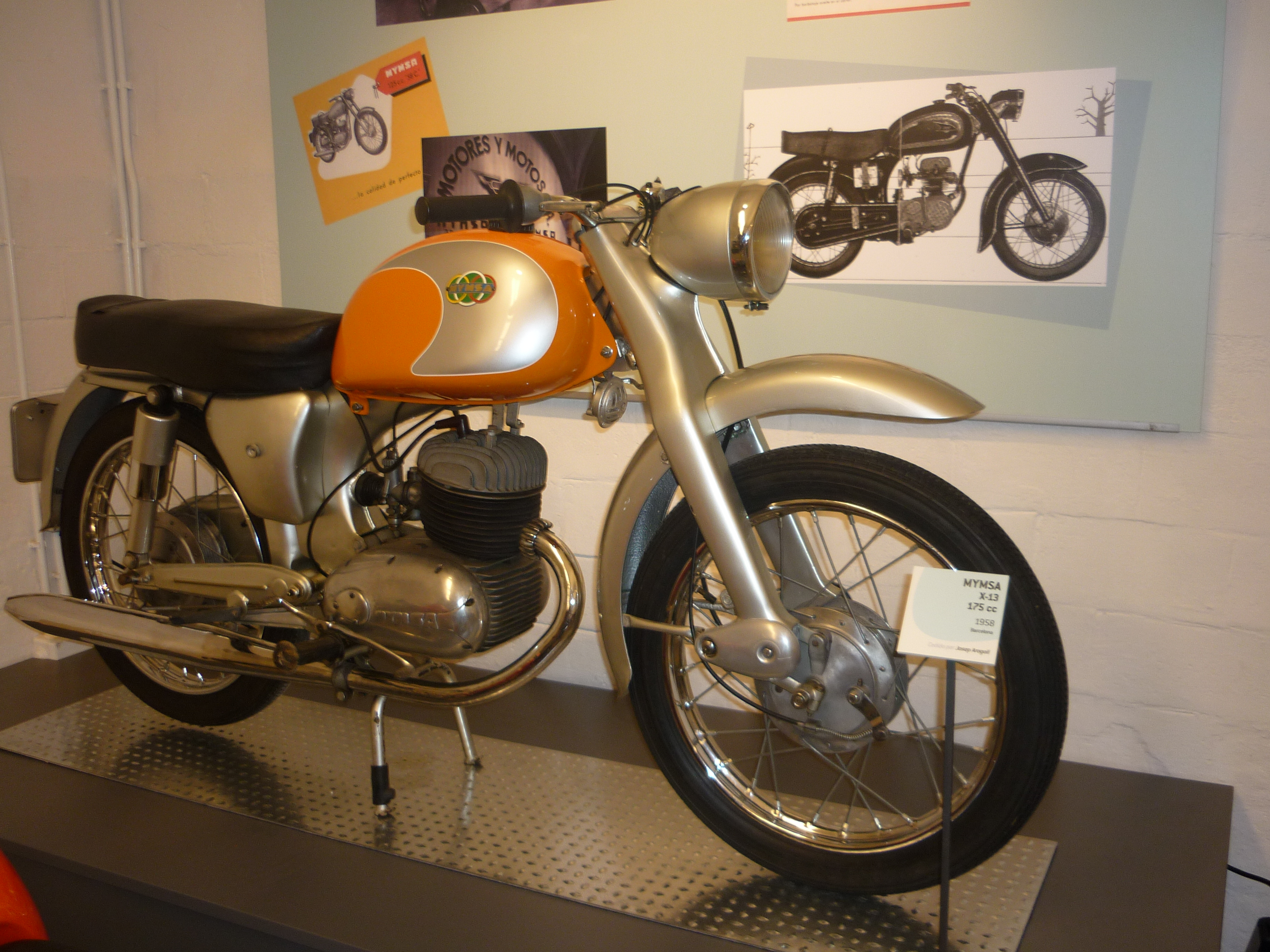